# Sklené (powiat Turčianske Teplice)
Sklené – wieś i gmina (obec) w powiecie Turčianske Teplice, kraju żylińskim, w północno-środkowej Słowacji. Wieś lokowana w roku 1360.